# Connecticut
Connecticut is een van de vijftig staten van de Verenigde Staten. De officiële bijnaam luidt "The Constitution State" en de standaard afkorting is CT. De hoofdstad is Hartford.

## Geschiedenis
De naam Connecticut komt van het woord Quinnehtukcut, dat in de taal van de Algonquin-Indianen "langs de lange getijdenrivier" betekent; het heeft dus niets met het Engelse werkwoord to connect (verbinden) te maken. In de uitspraak kan men dit nog horen doordat de tweede 'c' klankloos is.
De eerste Europese ontdekker van Connecticut was de Nederlandse ontdekkingsreiziger Adriaen Block. Na zijn ontdekkingsreis door het gebied in 1614 voeren Nederlandse pelshandelaren de Connecticut River - door hen Versche Rivier genoemd - verder op. Ze bouwden een fort vlak bij het tegenwoordige Hartford en noemden deze nederzetting 'Huis van Hoop'.
Andere Europeanen arriveerden niet veel later. In 1633, kwamen de uit Massachusetts afkomstige Puriteinen. Gouverneur van Nieuw-Nederland Peter Stuyvesant onderhandelde in 1650 met Engelse afgezanten over een permanente grens tussen de Nederlandse en Engelse koloniën. Zij kwamen overeen dat de grens zo'n 80 kilometer westwaarts van Huis van Hoop en de Versche Rivier zou komen te liggen. Hiermee vertrokken de Nederlanders definitief uit Connecticut.
Connecticut was een van de dertien koloniën die in de 18e eeuw in opstand kwamen tegen de Britse overheersing (zie: Amerikaanse Revolutie). Op 9 januari 1788 werd Connecticut formeel, als vijfde, een staat van de Verenigde Staten.
De in 1701 gestichte universiteit, sinds 1714 gevestigd in New Haven, groeide onder de naam Yale uit tot een instelling van wereldfaam.
Als een van de weinige noordelijke staten hield Connecticut lang vast aan de slavernij, zodat de opstandige slaven van de Amistadopstand in deze staat werden gedetineerd. Tijdens de Amerikaanse Burgeroorlog koos de staat echter de kant van de Unie.
Een staatswet die het gebruik van voorbehoedsmiddelen verbood, werd in 1965 door het Amerikaanse Hooggerechtshof in strijd met de grondwet verklaard voor wat betreft gehuwden (zaak Griswold v. Connecticut).
In 1975 werd de Democraat Ella Grasso gekozen tot gouverneur, als eerste Amerikaanse vrouw in dit ambt die niet haar man opvolgde.

## Geografie
De staat Connecticut beslaat 14.371 km², waarvan 12.559 km² land, en is een van de kleinste staten. Het hoogste punt van de staat, 725 m, bevindt zich in het uiterste noordwesten. De staat ligt in de Eastern-tijdzone.
Connecticut grenst in het westen aan de staat New York, in het noorden aan Massachusetts en in het oosten aan Rhode Island. Het zuiden van de staat ligt aan Long Island Sound en aan de Atlantische Oceaan.
Het noorden van de staat is berg- en heuvelachtig, het zuiden vrij vlak. Connecticut telt veel meren en rivieren, waarvan de belangrijkste de Connecticut is, die vanuit Massachusetts langs Hartford zuidwaarts naar de oceaan stroomt.

## Demografie en economie
In 2000 telde Connecticut 3.405.565 inwoners (271 per km²). Het bruto product van de staat bedroeg in 1999 151 miljard dollar. Veel inwoners werken in de stad New York, die direct aan het zuidwesten van de staat grenst. In Connecticut zelf zijn veel verzekeringsbedrijven gevestigd.
De belangrijkste steden zijn hoofdstad Hartford, Stamford, Bridgeport, New Haven en Windsor. In New Haven bevindt zich de prestigieuze Yale-universiteit.

## Cultuur
De bijnaam van de staat luidt “The Constitution State” omdat de staat reeds sinds 1638 of 1639 een eigen grondwet had. Dat was nog in de Koloniale tijd en dit is de eerste grondwet in de Verenigde Staten, mogelijk zelfs in de wereld en diende als inspiratie voor de Grondwet van de Verenigde Staten. In 1678 vond het “incident van de Charter Oak” plaats in Hartford. De Engelse koloniale gezagvoerder Edmund Andros liet de grondwet in beslag nemen maar dit werd voorkomen door deze in een eeuwenoude eik te verstoppen, de boom zou later bekend worden als de Charter Oak.
De staat werd ook wel de nootmuskaatstaat genoemd maar de reden hiervoor is niet duidelijk. Het lied van Connecticut is Yankee Doodle.
In 1900 werd waarschijnlijk in een lunchroom genaamd Louis' Lunch in New Haven de eerste hamburger geserveerd. Dit gerecht zou in een paar jaar tijd razend populair worden in de Verenigde Staten en zich na de Tweede Wereldoorlog over de rest van de wereld verspreiden.

## Bestuurlijke indeling
Connecticut is onderverdeeld in 8 county's.

## Politiek
Aan het hoofd van de uitvoerende macht van de staat staat een gouverneur, die direct gekozen wordt door de kiesgerechtigden in de staat. De gouverneursverkiezing van 2018 werd gewonnen door Ned Lamont van de Democratische Partij. Hij trad in januari 2019 aan als gouverneur van Connecticut.
De wetgevende macht bestaat uit het Huis van Afgevaardigden van Connecticut (Connecticut House of Representatives) met 151 leden en de Senaat van Connecticut (Connecticut Senate) met 36 leden.